# بیستریتسکایا ۶۱۸۰
سیارک ۶۱۸۰ (به انگلیسی: 6180 Bystritskaya، نامگذاری:1986PX4) شش هزار و صد و هشتادمین سیارک کشف شده‌است که در ۸ اوت ۱۹۸۶ کشف شد.
قدر مطلق سیارک برابر ۱۳٫۵۰ است.